# Edelsbach bei Feldbach

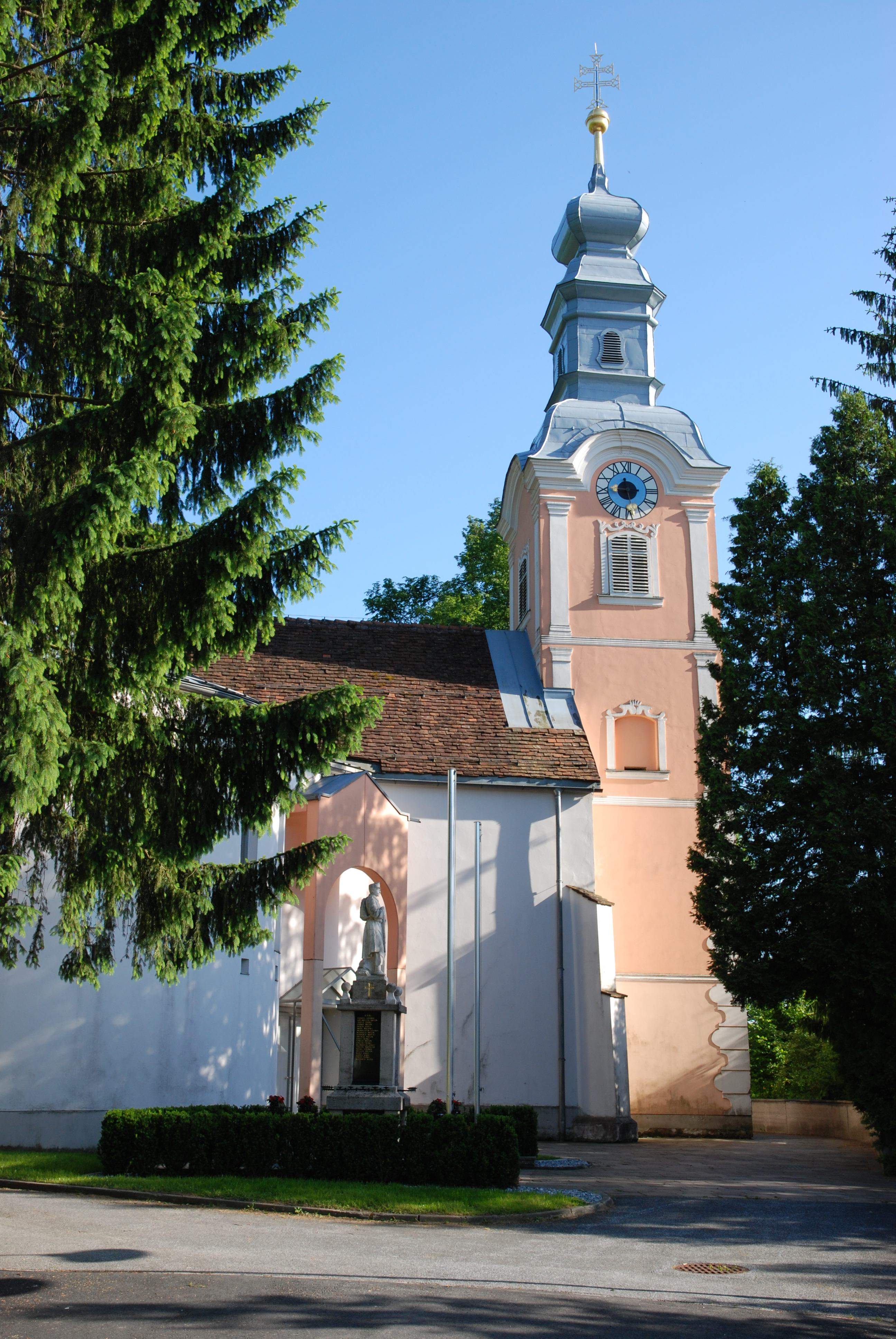
Pfarrkirche Edelsbach

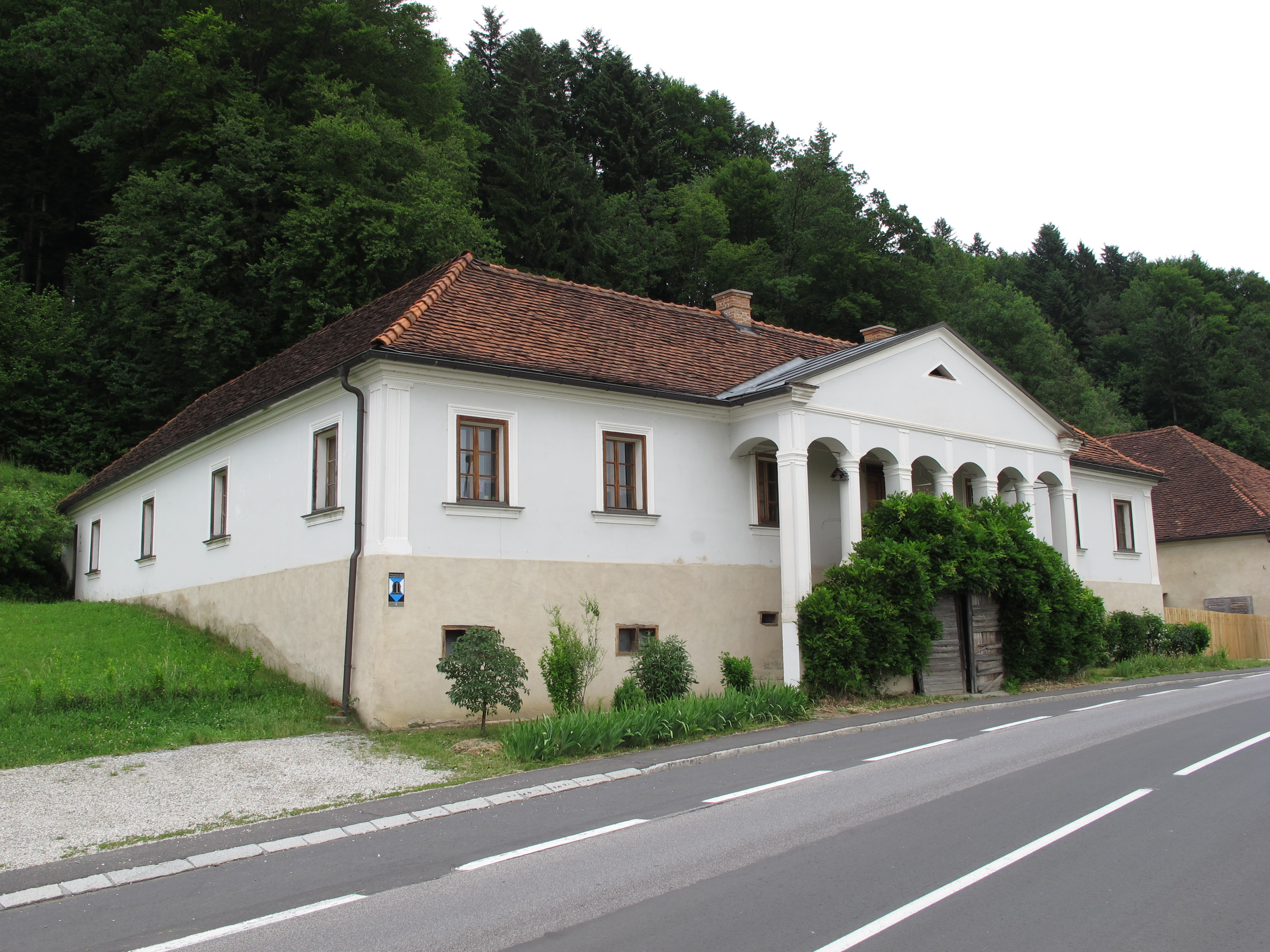
Erzherzog Johann Haus in Rohr an der Raab

Edelsbach bei Feldbach ist eine Gemeinde mit 1362 Einwohnern (Stand 1. Jänner 2024) im Süd-Osten der Steiermark im Bezirk Südoststeiermark in Österreich.

## Geografie

### Geografische Lage
Edelsbach bei Feldbach liegt ca. 32 km östlich von Graz und ca. 5 km nordwestlich der Bezirkshauptstadt Feldbach im Oststeirischen Hügelland. Die Entwässerung erfolgt durch den Edelsbach und den Rohrbach, zwei linke Nebenflüsse der Raab. Der tiefste Punkt der Gemeinde liegt auf rund 300 Meter über dem Meer an der Raab. Von diesem steigt das Gebiet hügelig auf 400 Meter an.
Die Gemeinde hat eine Fläche von 16 Quadratkilometer. Davon ist mehr als die Hälfte landwirtschaftliche Nutzfläche, fast vierzig Prozent sind bewaldet.

### Gemeindegliederung
Das Gemeindegebiet umfasst folgende drei Ortschaften (in Klammern Einwohnerzahl Stand 1. Jänner 2024):
- Edelsbach bei Feldbach (685)
- Kaag (202)
- Rohr an der Raab (475)

Die Gemeinde besteht aus den Katastralgemeinden Edelsbach, Kaag und Rohr.

### Eingemeindungen
Mit 1. Jänner 1968 wurde die Gemeinde Rohr an der Raab mit Edelsbach bei Feldbach zusammengelegt.

### Nachbargemeinden
| Eichkögl              | Markt Hartmannsdorf Bez. Weiz               |          |
| Kirchberg an der Raab | Kompassrose, die auf Nachbargemeinden zeigt | Feldbach |
|                       | Paldau                                      |          |

## Geschichte
In der Gemeinde befand sich bis 2006 eine private Feldbahnanlage, die von Valdo Longo zunächst in Mooskirchen aufgebaut und dann nach Edelsbach gebracht worden war. Sie wurde 2006 nach seinem Tod nach Stainz verkauft.

## Kultur und Sehenswürdigkeiten
- Pfarrkirche Edelsbach hl. Jakobus der Ältere
- Weltmaschine des Franz Gsellmann

### Regelmäßige Veranstaltungen
- Tulpenfest fand von 2008 bis 2019 jeweils im April statt[5]

## Wirtschaft und Infrastruktur

### Wirtschaftssektoren
Von den 110 landwirtschaftlichen Betrieben des Jahres 2010 wurden 32 im Haupt-, 69 im Nebenerwerb, acht von Personengemeinschaften und einer von einer juristischen Person geführt. Im Produktionssektor arbeiteten 93 Erwerbstätige im Bereich Herstellung von Waren und 14 im Baugewerbe. Die wichtigsten Arbeitgeber des Dienstleistungssektors waren die Bereiche Grundstücks- u. Wohnungswesen (100), Handel (50), soziale und öffentliche Dienste (27) und freiberufliche Dienstleistungen (23 Mitarbeiter).
| Wirtschaftssektor            | Anzahl Betriebe | Anzahl Betriebe | Anzahl Betriebe | Erwerbstätige | Erwerbstätige | Erwerbstätige |
| Wirtschaftssektor            | 2021            | 2011            | 2001            | 2021          | 2011          | 2001          |
| ---------------------------- | --------------- | --------------- | --------------- | ------------- | ------------- | ------------- |
| Land- und Forstwirtschaft 1) | 54              | 110             | 129             | 76            | 62            | 79            |
| Produktion                   | 18              | 11              | 7               | 336           | 107           | 229           |
| Dienstleistung               | 67              | 59              | 30              | 166           | 219           | 143           |

1) Betriebe mit Fläche in den Jahren 2010 und 1999, Arbeitsstätten im Jahr 2021
| Im Jahr 2011 lebten 707 Erwerbstätige in Edelsbach bei Feldbach. Davon arbeiteten 161 in der Gemeinde, 77 Prozent pendelten aus. Von den Gemeinden der Umgebung kamen 227 Menschen zur Arbeit nach Edelsbach. - Eisenbahn: Durch den Südwesten der Gemeinde führt die Steirische Ostbahn mit einer stündlichen Schnellbahnverbindung nach Gleisdorf und Feldbach (Stand 2021). - Straße: Die wichtigste Straßenverbindung ist die Feldbacher Straße von Gleisdorf nach Feldbach. | Hier fehlt eine Grafik, die leider im Moment aus technischen Gründen nicht angezeigt werden kann. Wir arbeiten daran! |

## Politik

### Gemeinderat
Der Gemeinderat besteht aus 15 Mitgliedern.
- Mit den Gemeinderatswahlen in der Steiermark 2020 hat der Gemeinderat folgende Verteilung: 11 ÖVP, und 4 SPÖ.

| Partei                              | 2020             | 2020             | 2020             | 2015             | 2015             | 2015             | 2010             | 2010             | 2010             | 2005             | 2005             | 2005             | 2000  | 2000  | 2000  |
| Partei                              | Sti.             | %                | M.               | Sti.             | %                | M.               | Sti.             | %                | M.               | Sti.             | %                | M.               | Sti.  | %     | M.    |
| ÖVP                                 | 581              | 69               | 11               | 599              | 67               | 10               | 638              | 70               | 11               | 553              | 64               | 10               | 538   | 63    | 10    |
| SPÖ                                 | 261              | 31               | 4                | 290              | 33               | 05               | 270              | 28               | 04               | 316              | 36               | 05               | 244   | 29    | 04    |
| Unabhängige Liste Edelsbach-Rohr/R. | nicht kandidiert | nicht kandidiert | nicht kandidiert | nicht kandidiert | nicht kandidiert | nicht kandidiert | nicht kandidiert | nicht kandidiert | nicht kandidiert | nicht kandidiert | nicht kandidiert | nicht kandidiert | 071   | 08    | 01    |
| Wahlberechtigte                     | 1.129            | 1.129            | 1.129            | 1.117            | 1.117            | 1.117            | 1.094            | 1.094            | 1.094            | 1.092            | 1.092            | 1.092            | 1.031 | 1.031 | 1.031 |
| Wahlbeteiligung                     | 75 %             | 75 %             | 75 %             | 82 %             | 82 %             | 82 %             | 85 %             | 85 %             | 85 %             | 81 %             | 81 %             | 81 %             | 85 %  | 85 %  | 85 %  |

### Bürgermeister
- 1957– bis? Karl Lafer (ÖVP)
- von? –2020 Alfred Buchgraber (ÖVP)
- seit 2020 Johannes Suppan (ÖVP)[13]

### Wappen
Die Verleihung des Gemeindewappens erfolgte mit Wirkung vom 1. Mai 1988.
Wappenbeschreibung: In Rot ein goldener Fluß, oben schräg gekreuzt zwei befruchtete goldene Erlenzweige, unten schräg gekreuzt zwei beblätterte goldene Rohrkolben.

### Partnerschaft
Edelsbach unterhält eine Partnerschaft mit der ungarische Gemeinde Magyarpolány.

## Persönlichkeiten

### Ehrenbürger der Gemeinde
- 1977: Friedrich Niederl (1920–2012), Landeshauptmann
- 1983: Josef Krainer (1930–2016), Landeshauptmann

### Söhne und Töchter der Gemeinde
- Kaspar Hosch (1859–1936), Politiker (CSP)
- Franz Gsellmann (1910–1981), Landwirt, Erbauer seiner Weltmaschine
- Thomas Frühwirth (* 1981), Sportler (Paratriathlon und Handbike)

### Personen mit Bezug zur Gemeinde
- Karl Lafer (1922–2001), Politiker (ÖVP)